# Tegorhynchus brevis
Tegorhynchus brevis är en hakmaskart som beskrevs av Van Cleave 1955. Tegorhynchus brevis ingår i släktet Tegorhynchus och familjen Illiosentidae. Inga underarter finns listade i Catalogue of Life.